# Chakhtior Prokopievsk
Le Chakhtior Prokopievsk est un club de hockey sur glace de Prokopievsk dans l'Oblast de Kemerovo en Russie. Il évolue en Pervaïa Liga.

## Historique
Le club est fondé au début des années 1960.

## Palmarès
- Aucun titre.